# Marquesado de Laurencín
El marquesado de Laurencín es un título nobiliario español creado por la reina regente María Cristina de Habsburgo Lorena y concedido, en nombre de Alfonso XIII, a Francisco Rafael Uhagón y Guardamino, senador del reino, secretario del Senado y presidente de la Real Academia de la Historia, el 21 de abril de 1902 por real decreto y el 9 de mayo del mismo por real despacho.

## Marqueses de Laurencín
|                           | Titular                              | Periodo                   |
| Creación por Alfonso XIII | Creación por Alfonso XIII            | Creación por Alfonso XIII |
| ------------------------- | ------------------------------------ | ------------------------- |
| I                         | Francisco Rafael Uhagón y Guardamino | 1902-1928                 |
| II                        | Luis de Uhagón y Barrio              | 1928-1934                 |
| III                       | Íñigo de Barcáiztegui y Uhagón       | 1952-1952                 |
| IV                        | Jaime Barcáiztegui y Rezola          | 1986-hoy                  |

## Historia de los marqueses de Laurencín
La historia de los marqueses de Carulla, junto con sus fechas de sucesión en el título, es la que sigue:
- Francisco Rafael Uhagón y Guardamino, I marqués de Laurencín, caballero de la Orden de Calatrava, de la Gran Cruz de Isabel la Católica y del Mérito Naval.

Casó con Julia Barrio y Jiménez. El 19 de julio de 1928 le sucedió su hijo:
- Luis de Uhagón y Barrio, II marqués de Laurencín, mayordomo de semana del rey Alfonso XIII.

Sin descendientes. El 4 de abril de 1952, tras solicitud cursada el 17 de abril de 1950 (BOE del día 24), le sucedió el hijo de su hermana María Uhagón y Barrio —quien había casado con Javier de Barcáiztegui y Manso, IV conde del Llobregat—, y, por tanto, su sobrino:
- Íñigo de Barcáiztegui y Uhagón, III marqués de Laurencín, V conde del Llobregat y V vizconde de Monserrat (este último por rehabilitación a su favor en 1985).[4]

Casó con Carmen Rezola y Lizariturri. El 18 de abril de 1986, tras solicitud cursada el 12 de diciembre de 1985 (BOE del 8 de enero del año siguiente) y orden del 24 de marzo de 1986 para que se expida la correspondiente carta de sucesión (BOE del 1 de mayo), le sucedió su hijo:
- Jaime de Barcáiztegui y Rezola, IV marqués de Laurencín.